# 索氏仓鼠
索氏仓鼠（学名：Cricetulus sokolovi），一种分布于蒙古国和中国内蒙古地区的啮齿动物，隶属于仓鼠科仓鼠属。本种于1988年由俄罗斯学者发表描述，种加词取自俄罗斯学者弗拉基米尔·索科洛夫的姓氏。